# T-Car (Motorsport)
T-Car (von engl. Training Car) bezeichnet ein Ersatzfahrzeug in der Formel 1.
Nach den bis in der Formel-1 Saison 2007 gültigen Formel-1-Regeln durfte jedes Team neben den zwei Fahrzeugen für das Rennen pro Wochenende maximal ein Ersatzauto verwenden. Jedes Ersatzauto musste die Startnummer des jeweiligen Fahrers tragen. Im Falle eines Rennabbruchs war es gestattet, das Auto zu wechseln, wenn der Führende nicht mehr als zwei Runden absolviert hatte. Diese Regel war hauptsächlich ein Schutz für Fahrer aus dem Mittelfeld, die häufig in Startunfälle verwickelt wurden. Zeitweilig war es dem Testfahrer des Teams gestattet, am freien Training mit dem T-Car teilzunehmen. Hiervon machten die meisten Teams regen Gebrauch, so dass die Stammfahrer häufig nur wenige Runden fuhren.
Seit der Saison 2008 ist das Vorhalten eines T-Car nicht mehr erlaubt, da neben anderen Sparmaßnahmen jedem Fahrer pro Saison nur noch fünf Motoren zur Verfügung stehen und ein Ersatzfahrzeug diese Regelung umgehen würde. Dennoch haben viele Teams ein drittes Auto an der Strecke, da ein Motorwechsel nicht mit Ausschluss, sondern lediglich mit einer Zurückstufung um zehn Plätze in der Startaufstellung bestraft wird. Außerdem kann in bestimmten Fällen der Motorblock in kürzerer Zeit umgebaut werden als die Reparatur der komplexen Karosserie in Anspruch nehmen würde.